# Unikkatil
 Unikkatil, även känd som Rebel, född Viktor Paloka 18 mars 1981 i Pristina, är en albansk rappare och producent. 2010 är han boende i Bronx, New York men med tidig bakgrund i Pristina. 
Unikkatil rappar både på albanska och engelska. Han är även grundaren till en av de största rapgrupperna inom albansk hiphop, The Bloody Alboz eller T.B.A . 
Namnet "Unikkatil" innebär unikt grym, "Unique Cruelty" på engelska.

## Diskografi
| År   | Album                                 |
| ---- | ------------------------------------- |
| 2004 | Shihemi N'perkujtime                  |
| 2005 | UniKKatiL Prezanton: The Bloody Abloz |
| 2006 | Armiqt Suprem                         |
| 2007 | Kanuni i Katilit                      |